# Fly on the Wall (canción de Miley Cyrus)
«Fly on the Wall» —en español: «Mosca en la pared»— es una canción escrita por la artista estadounidense Miley Cyrus. Fue lanzado como el tercer sencillo internacional del segundo álbum de Cyrus, Breakout el 16 de febrero de 2009, con un remix de la misma como un B-side. Es el segundo sencillo de Cyrus en los Estados Unidos, Canadá. 
La canción contiene elementos de la música Electrónica y del Rock. La letra ha sido interpretada de varias maneras, tales como una descripción de un novio abusivo. 
En la actualidad, Cyrus dice que la canción describe a los paparazzi y sus invasiones a la intimidad personal.
La canción recibió elogios de la crítica, con varios críticos afirmando que desafió las expectativas del pop adolescente y fue la mejor pista. A pesar de solo alcanzar el número ochenta y cuatro en el Billboard Hot 100, «Fly on the Wall» tuvo un mejor desempeño comercial en varias regiones europeas. El sencillo al puesto dieciséis en el UK Singles Chart. Cyrus promovió la canción a través de varios lugares, incluyendo una actuación en su segunda gira Wonder World Tour, que incorpora un pequeño segmento de la canción el baile de «Thriller». Cyrus también interpretó la canción en su gira Gypsy Heart Tour

## Promoción y Lanzamiento

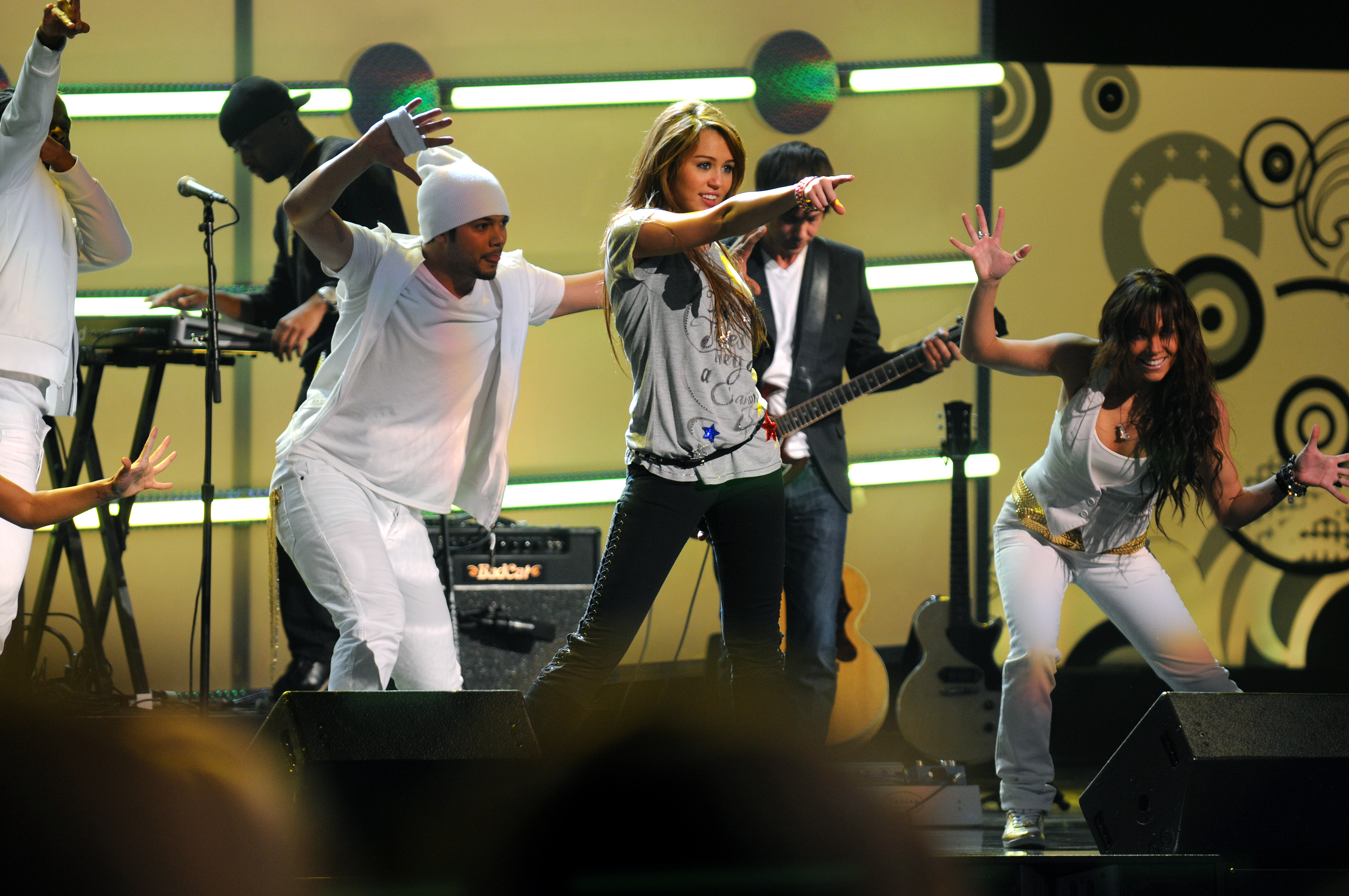
Cyrus Interpretando "Fly on the Wall" en los Kids' Inaugural: "We Are the Future." - 19 de febrero de 2009; Washington D. C.

"Fly on the Wall" debutó en Radio Disney el 9 de agosto de 2008 y fue emitida en Disney Channel durante los comerciales de los Disney Channel Games.
Miley Cyrus presentó esta canción en la Ceremonia de Clausura de los Disney Channel Games 2008 y en el concierto de Zootopia el 17 de mayo de 2008. Cyrus también la presentó en Good Morning America y en Today como parte de sus conciertos veraniegos. El 2 de agosto de 2008 Cyrus presentó "Fly On the Wall" junto a "7 things" en el programa FNMTV en MTV. Jason Nevins hizo tres remezclas para "Fly On the Wall". Miley presentó la canción en los American Music Awards 2008.
Esta canción estará en el "Wonder World Tour" de Miley Cyrus, que es su gira mundial. La canción será un alargue en la escena 2 de la primera parte del concierto, aún no se sabe que canciones le seguirán, debido a que la única escena que se ha dado a conocer es la 3 de la primera parte, o sea la última escena de la primera parte. Esta canción aparece también en la película "La montaña embrujada" cuando Dwayne Johnson va hacia un cine.

## Antecedentes
La letra de la canción, escrita por Cyrus, Antonina Armato, Tim James y Karaoglu Devrim, han sido erróneamente interpretados en una variedad de maneras. El protagonista de la canción canta en perspectiva de primera persona, mientras que condenar a un sujeto no especificado por querer invadir su privacidad. La mayoría de los encuestados pensaba que el protagonista se refería a un "novio de control". Ben Ratliff, del New York Times, del lado del novio, y cree que el protagonista de la canción fue "intimidación alguna pobre muchacha por el pecado de querer saber lo que ella habla con sus amigos." Sarah Rodman de The Boston Globe cree que la canción podría haber descrito una serie de temas, como "un ex novio, medios de comunicación, e incluso a sus fans." Sin embargo, en una entrevista con Jocelyn Vena de MTV News, Cyrus dijo que la canción era sobre "los medios de comunicación" y "cómo piensan que saben todo sobre el, cuando no lo hacen. Quieren ser una mosca en mi pared y verlo 24/7." Cyrus desarrollado en el concepto en una entrevista con Nancy O'Dell de Access Hollywood. Ella dijo,
"Paparazzi. Lo escribí para los medios de comunicación, siempre se siente como que tiene que ser en mi vida. A veces simplemente desean que podrían mezclarse y estar allí todo el tiempo. Y para que me conozcan un poco mejor si se en mi casa, en mi cuarto y mis lugares diferentes. Por lo tanto, es como ir a lugares diferentes y tratando de alejarse de ellos y que no va a desaparecer como  molestas moscas."

## Composición

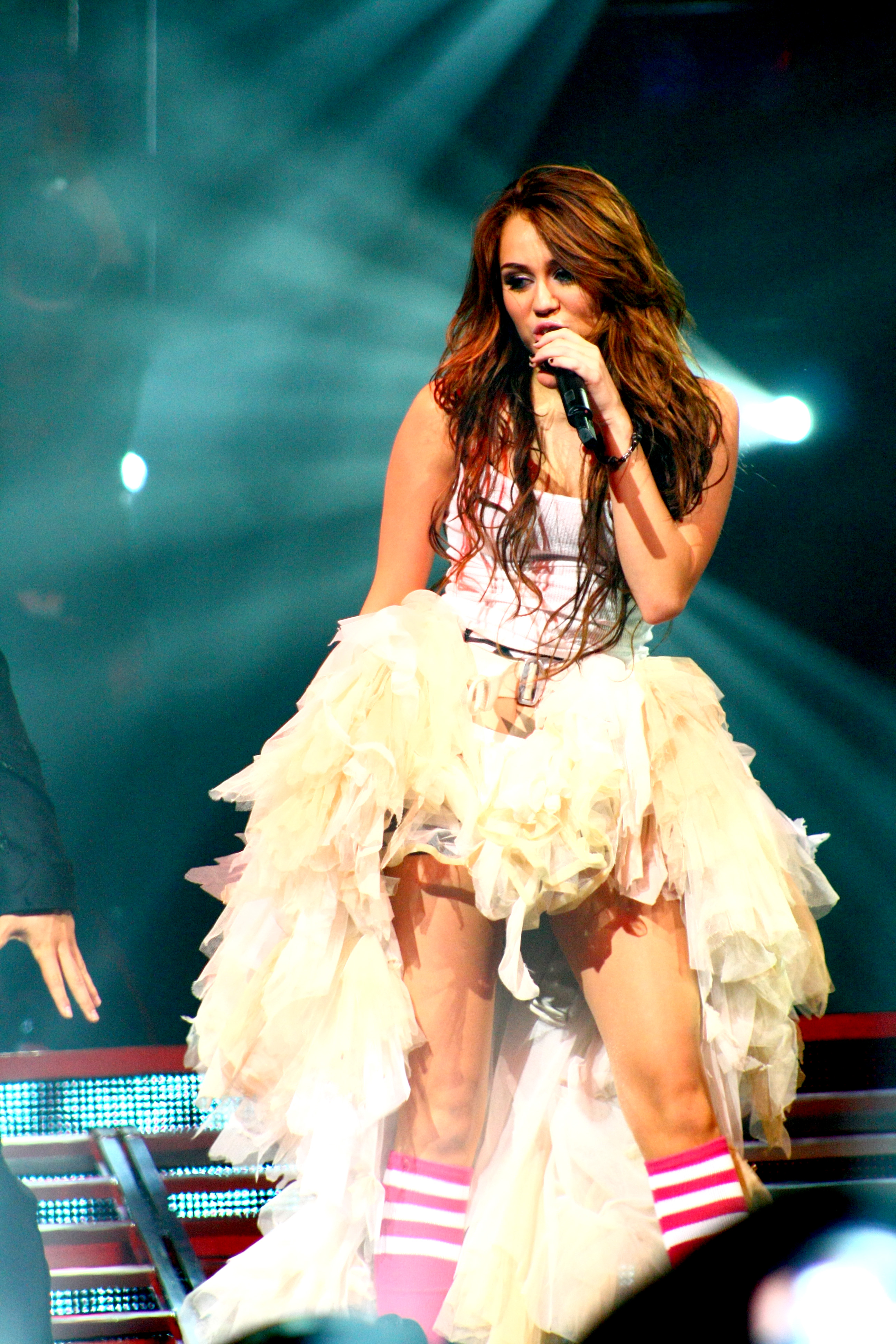
Cyrus Interpretando "Fly on the Wall" en el Wonder World Tour. - 6 de octubre de 2009; Auburn Hills, Míchigan

«Fly On The Wall» es una canción del género Rock electrónico con los usos fuerte de las guitarras eléctricas, teclados. Influencias de la música electrónica, la música industrial, la década de 1980 y el new wave, Está situada en el tiempo común, con un tiempo moderadamente rápido de 143 latidos por minuto. La canción está escrita en clave de voz G minor. Cyrus "abarca dos octavas, de G3 a la canción D5. Ella tiene la siguiente progresión de acordes, G5-D -Gm7. El coro de la canción tiene el uso de un gancho vocal, el que canta en el gancho, "Fly On The Wall"

## Video musical
El video musical fue filmado el 8 de noviembre de 2008, en la ciudad de Los Ángeles. El video se estrenó el 5 de diciembre a las 8:00 p. m. en MTV FNMTV, acogido por Pete Wentz. El video comienza con Miley y un chico que van saliendo del cine después de una cita, el chico lleva un vaso de soda en su mano, entonces cuando la Luna llena aparece, el vaso de soda del chico comienza a brillar, entonces el vaso se convierte en una cámara, el chico se convierte en un paparazzi con sombrero de traje negro. El chico le pide a Miley que le tome una fotografía, y es cuando Miley sale corriendo mientras este le toma fotos. Miley llega a un estacionamiento y se esconde entre todos los autos estacionados. Luego aparece cantando en una escena con un fondo negro y destellos de cámara en el fondo, junto con escenas de ella cantando frente a un automóvil estacionado. Los paparazzis empiezan a buscarla por todo el estacionamiento, revisando por todos los automóviles. Luego aparecen otra vez escenas de Miley cantando frente al auto, y en el escenario de fondo negro con destellos de cámara, Después, los paparazzis acorralan a Miley, y van caminando hacia ella. De repente se ponen a bailar con sus cámaras, mientras Miley los ve de forma extraña. Entonces aparece de nuevo el chico con el que Miley salía, en un auto negro y pasa a recogerla, Miley rápidamente se sube, mientras el chico va conduciendo, Miley se va quejando y hablando de los paparazzis, ignorando que una cámara espía en al auto la está filmando y transmitiendo todo lo que está diciendo en una página web.
"El video trata acerca de cómo piensan que saben todo acerca de mí, cuando no lo hacen. Ellos quieren ser una mosca en la pared y mi reloj me 24 / 7," Cyrus "dijo en relación con el tema detrás de la canción. Actualmente el video cuenta con más de 97.800.000 reproducciones en YouTube.

## Interpretaciones en directo

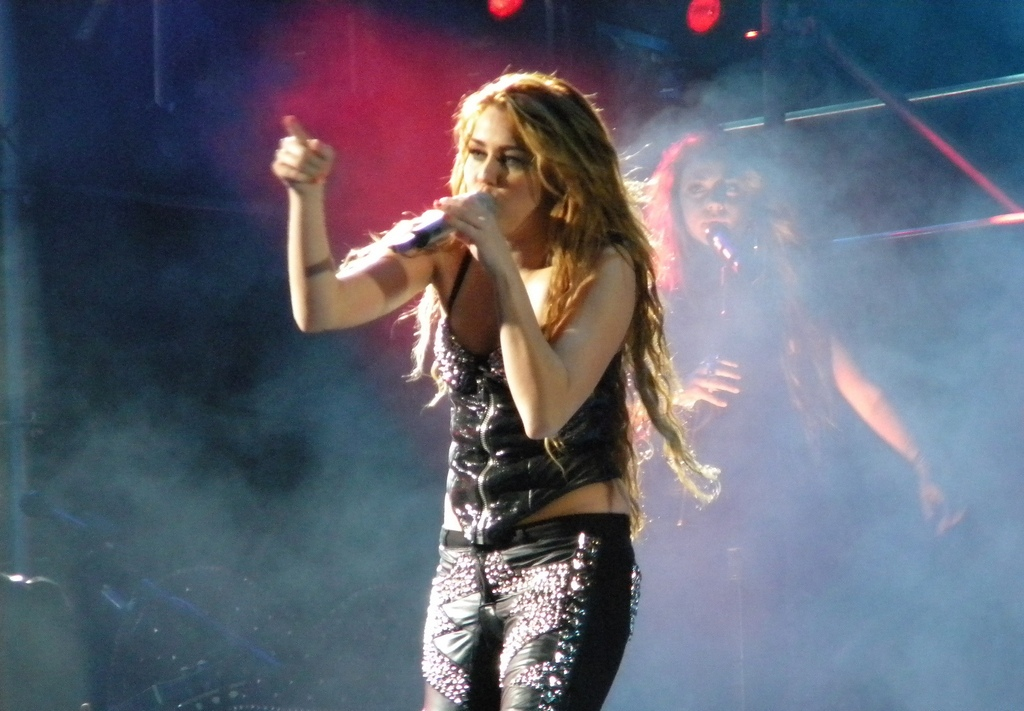
Cyrus Interpretando "Fly on the Wall" en el Gypsy Heart Tour 2011 en São Paulo.

Cyrus interpretó por primera vez la canción en la ceremonia de los Disney Channel Games el 4 de mayo de 2008. Durante la actuación Cyrus utilizó un abrigo rojo y más tarde se utilizó un video promocional en Disney Channel. El 17 de 2008 ella interpretó la canción en el Zootopia 2008. El 18 de julio de 2008, la canción fue interpretada en una serie de conciertos de Good Morning America, junto con «Breakout», «7 Things» y «Bottom of the Ocean». Durante la actuación Cyrus llevaba una camisa a cuadros, mini-shorts y botas. El 1 de agosto de 2008, Cyrus interpretó «Fly on the Wall» en el FNMTV. El 21 de noviembre de 2008, la interpretó en los American Music Awards de 2008. Un crítico de ABC dijo que Cyrus «sin miedo abrazó nuevas direcciones creativas» con su interpretación de «Fly on the Wall». El 25 de noviembre de 2008 Cyrus interpretó la canción en el final de temporada de Dancing with the Stars. En la Víspera de Año Nuevo de 2008, Cyrus llevaba una camiseta blanca, pantalones, botas y una chaqueta a cuadros para presentar el especial de Año Nuevo de FNMTV con Pete Wentz. Ella abrió el episodio mediante la interpretación de «Fly on the Wall» y luego de «7 Things». El 19 de enero de 2009, la canción fue interpretada en el Kids' Inaugural: "We Are the Future" evento en celebración de la inauguración de Barack Obama. Para el evento, que tuvo gran cantidad de bailarines de fondo, Cyrus lució un patrón informal, camiseta gris, pantalones negros y botas. Ella también interpretó la canción en Londres, en una tienda de Apple. El conjunto, con algunas canciones del padre de Cyrus, fue vendido exclusivamente en el Reino Unido por el iTunes Store como un extended play titulado iTunes Live from London. El 7 de junio de 2009 en el vigésimo anual A Time for Heroes Celebrity Carnival, Cyrus interpretó «Fly on the Wall».
«Fly on the Wall» fue una de las canciones en la lista de canciones de la primera gira internacional de conciertos de Cyrus, el Wonder World Tour. La actuación inició con dos pantallas aéreas que muestran una rana que captura una mosca mientras dos acróbatas escalan paredes imaginarias. Cyrus y sus bailarines luego salieron de un tractor verde para comenzar la canción. Ella llevaba un vestido blanco con un extravagante emplumado atrás y realizaba elaborada coreografía. En un momento de la actuación, Cyrus voló inesperadamente sobre la multitud sobre la multitud durante unos segundos. En la conclusión, Cyrus y sus bailarines de fondo se agrupan para realizar una serie de sesiones de la danza del video musical de «Thriller» de Michael Jackson. Ella también interpretó la canción en el Rock in Rio en los conciertos de Lisboa, Portugal el 29 de mayo de 2010 y Madrid, España el 4 de junio de 2010. La interpretación fue duramente criticada por realizar movimientos «sensuales» y por actuar y sonar como «borracha».
Cyrus interpretó la canción durante el Gypsy Heart Tour en 2011.

## Track listings
| - Promo CD single 1. "Fly on the Wall" (álbum version) – 2:33 2. "Fly on the Wall" (David Kahne Remix) – 2:34 - UK Digital single 1. "Fly on the Wall" – 2:31 2. "Fly on the Wall" (Digital Dog Remix) - Digital Remix single 1. "Fly on the Wall" (Jason Nevins Remix) – 2:52 - Maxi CD single 1. "Fly on the Wall" (álbum version) – 2:31 2. "7 Things" (Bimbo Jones Radio Edit) – 2:58 3. "Fly on the Wall" (Jason Nevins Remix) – 2:52 - AUS digital download 1. "Fly on the Wall" – 2:31 2. "Fly on the Wall" (Jason Nevins Radio Edit Remix) – 2:52 3. "7 Things" (Bimbo Jones Radio Edit) – 2:58 | - Remixes EP 1. "Fly on the Wall" (Digital Dog Extended Remix) 2. "Fly on the Wall" (Jason Nevins Extended Remix) 3. "Fly on the Wall" (Digital Dog Instrumental) 4. "Fly on the Wall" (Jason Nevins Instrumental) 5. "Fly on the Wall" (Digital Dog Edit) 6. "Fly on the Wall" (Jason Nevins Edit) 7. "Fly on the Wall" (David Kahne Remix) 8. "Fly on the Wall" (Album Version) – 2:33 - DE Premium CD single 1. "Fly on the Wall" (álbum version) – 2:31 2. "7 Things" (Bimbo Jones Radio Edit) – 2:58 |

## Posicionamiento en listas
| Brasil         | Hot 100 Singles   | 57 |
| Canadá         | Hot 100 Singles   | 73 |
| Chile          | Top 100 Singles   | 11 |
| Ecuador        | Top 100 Singles   | 9  |
| Estados Unidos | Billboard Hot 100 | 84 |
| Estados Unidos | AOL Video         | 7  |
| Estados Unidos | Pop 100           | 64 |
| Estados Unidos | Hot Digital Songs | 69 |
| Nicaragua      | Top 100 Singles   | 5  |
| Europa         |                   |    |
| Alemania       | Top 100 Singles   | 62 |
| Austria        | Top 75 Singles    | 54 |
| Europa         | Hot 100 Singles   | 57 |
| Irlanda        | Top 50 Singles    | 23 |
| Reino Unido    | Top 75 Singles    | 16 |
| Oceanía        |                   |    |
| Australia      | Top 50 Singles    | 57 |

## Certificaciones
| País (Organismo certificador) | Certificación | Ventas certificadas | Ref.   |
| ----------------------------- | ------------- | ------------------- | ------ |
| Australia (ARIA)              | Oro           | 35 000              | [ 16 ] |
| Estados Unidos (RIAA)         | Oro           | 500 000             | [ 17 ] |